# Marielle Kleemeier
Marielle Kleemeier (* 14. Mai 1996 in Paide) ist eine estnische Sprinterin und Hürdenläuferin, die sich auf die 400-Meter-Distanz spezialisiert hat.

## Sportliche Laufbahn
Erste internationale Erfahrungen sammelte Marielle Kleemeier im Jahr 2019, als sie bei der Sommer-Universiade in Neapel im 400-Meter-Hürdenlauf mit 1:01,93 min in der ersten Runde ausschied.
2020 wurde Kleemeier estnische Meisterin im 400-Meter- und 400-Meter-Hürdenlauf. In der Halle siegte sie 2020 ebenfalls über 400 Meter.

## Persönliche Bestleistungen
- 400 Meter: 54,97 s, 8. August 2020 in Tallinn
  - 400 Meter (Halle): 55,59 s, 22. Februar 2020 in Tallinn
- 400 m Hürden: 59,90 s, 9. August 2020 in Tallinn